# Heinz Sahnen
Heinz Sahnen (* 23. Dezember 1946 in Geeste) ist ein deutscher Politiker (CDU). Er war von 2000 bis 2010 Abgeordneter des Landtags von Nordrhein-Westfalen.

## Leben
Sahnen machte nach dem Volksschulabschluss im Jahr 1961, bis 1965 eine Berufsausbildung zum Fernmeldehandwerker. Nach dem Abitur 1971 am Abendgymnasium Neuss absolvierte er ein Studium der Wirtschafts- und Sozialwissenschaften, welches er 1976 an der Universität Köln mit dem Ersten Staatsexamen für das Lehramt an berufsbildenden Schulen beendete. Von 1977 bis 1978 machte er die Referendarausbildung. Anschließend arbeitete er von 1978 bis Mai 2000 als Berufsschullehrer an der Kaufmännischen Schule Neuss, zuletzt war er Studiendirektor dieser Schule.

## Politik
Sahnen ist seit 1967 Mitglied der CDU und seit 1975 Mitglied des Kreisvorstandes Neuss. Von 1992 bis 1999 war er Vorsitzender des CDU-Stadtverbandes in Neuss und seit 1975 ist er Stadtverordneter im Rat der Stadt Neuss. Von 1989 bis 2004 war er Kreistagsabgeordneter im Rhein-Kreis Neuss zuletzt als Vorsitzender der CDU-Fraktion. Von 2000 bis 2010 war er Abgeordneter des Landtags von Nordrhein-Westfalen und ordentliches Mitglied im Sportausschuss sowie Sprecher seiner Partei im Ausschuss für Bauen und Verkehr.

## Ehrung
- 2010: Bundesverdienstkreuz I. Klasse